# Колесо чудес
«Колесо чудес» (англ. Wonder Wheel) — американский драматический фильм режиссёра Вуди Аллена. История страсти, жестокости и предательства, рассказывающая о четырёх героях, чьи судьбы переплелись среди бурной жизни знаменитого парка развлечений: действие разворачивается на живописном Кони-Айленде в Нью-Йорке.
Премьера в США состоялась 1 декабря 2017 года.

## Сюжет
Фильм вращается вокруг Джинни, жены владельца карусели, которая влюбляется в красивого спасателя Микки. Но когда отчуждённая дочь её мужа появляется в её жизни и кладёт глаз на Микки, начинается «великое познание Джинни».

## В ролях
- Кейт Уинслет — Джинни
- Джастин Тимберлейк — Микки Рубин, спасатель
- Джуно Темпл — Каролина
- Джеймс Белуши — Хампти, муж Джинни
- Джек Гор — Ричи
- Деби Мейзар — Гость на вечеринке
- Тони Сирико — Анджело
- Стив Ширрипа — Ник
- Макс Казелла — Райан
- Дэвид Крамхолц — Джейк

## Производство

### Кастинг
Первой актрисой, которая присоединилась к фильму, была Кейт Уинслет; это произошло в июле 2016 года. Говоря о фильме, Уинслет заявила: «Я играю главную роль. Моего персонажа зовут Джинни, она официантка в Clam House», добавив: «Вероятно, это была вторая самая напряженная роль, которую я когда-либо играла, но сам опыт был просто невероятным». Позже к фильму присоединился Джастин Тимберлейк, ему досталась роль спасателя. Аллен рассказал о выборе актёра на эту роль: «Я работал над этим фильмом и подумал, кто бы мог получить роль интересного парня, спасателя примерно в 1950 году? Я сидел и разговаривал с моим „мозговым трестом“, и кто-то сказал: „А как насчет Джастина Тимберлейка?“». 19 августа 2016 года к актёрскому составу присоединился Тони Сирико. В сентябре 2016 Джек Гор, Стив Ширрипа и Макс Казелла.

### Съёмки
Основные съёмки фильма начались 16 сентября 2016 года на полуострове Кони-Айленд. В тот же день съёмки прошли на Уайнгар-Хилле, в Бруклине, и на улице Хадсон-авеню и в Голд-стрит.

## Релиз
Мировая премьера фильма состоялась 14 октября 2017 года на Нью-Йоркском кинофестивале. Релиз фильма в кинотеатрах США состоялся 1 декабря 2017 года, в день рождения режиссёра фильма Вуди Аллена.

### В мире
В Бразилии и Словакии фильм вышел в прокат 28 декабря 2017 года, в Мексике и Норвегии — 12 января 2018 года, в Гонконге и России — 8 февраля 2018 года.

## Критика
На сайте Rotten Tomatoes фильм имеет рейтинг 30 % на основе 183 рецензий со средним баллом 5 из 10. На сайте Metacritic фильм имеет оценку 45 из 100 на основе 40 рецензий критиков, что соответствует статусу «смешанные или средние отзывы».
Критики авторитетных изданий дают позитивные рецензии фильму:
Indie Wire: Самая мощная и эмоционально-резонансная роль Кейт Уинслет за последние 10 лет.
Entertainment Weekly: Благодаря оператору Витторио Стораро Кони-Айленд никогда ещё не выглядел так роскошно.
The Playlist: «Колесо чудес» — это калейдоскоп света и восторга. Потрясающая операторская работа, идеальный актёрский ансамбль и безупречное внимание к деталям.
The Observer: «Колесо чудес» на уровень выше практически всех фильмов 2017 года.
The Herald Sun: Необычайно тонкая игра Джеймса Белуши.

## Награды и номинации
| Год  | Награда               | Категория             | Номинант         | Результат | Прим.  |
| ---- | --------------------- | --------------------- | ---------------- | --------- | ------ |
| 2017 | Hollywood Film Awards | Актриса года          | Кейт Уинслет     | Победа    | [ 23 ] |
| 2017 | Camerimage            | «Золотая лягушка»     | Витторио Стораро | Номинация |        |
| 2018 | «Серебряная лента»    | Международная награда | Витторио Стораро | Победа    |        |